# Кафтан, Юлий
Юлий Ка́фтан (нем. Julius Kaftan; 30 сентября 1848, Лойт, Дания — 27 августа 1926, Берлин) — протестантский богослов.
Профессор в Базеле, затем в Берлине. Первоначально Кафтан стоял на конфессионально-лютеранской точке зрения, но затем примкнул к А. Ричлю.
Похоронен на кладбище при церкви Св. Анны в Берлине.

## Труды
- «Die Predigt des Evangeliums im modernen Geistesleben» (Баз., 1879);
- «Das Evangelium des Apostels Paulus, in Predigten der Gemeinde dargelegt» (Баз., 1879);
- «Das Wesen der christlichen Religion» (Баз., 1881; 2 изд. 1888);
- «Die Wahrheit der christlichen Religion» (Баз., 1889);
- «Glaube und Dogma» (3 изд. Лпц., 1889);
- «Brauchen wir ein neues Dogma?» (Билеф., 1890).